# Alpenrod
Alpenrod là một đô thị thuộc một ‘‘Verbandsgemeinde’’ - ở huyện Westerwald trong bang Rheinland-Pfalz, Đức. Đô thị Alpenrod có diện tích 12,15 km². Đô thị này nằm ở Westerwald giữa Koblenz và Siegen. Sông Große Nister chảy qua đô thị này. Các làng thuộc Alpenrod gồm Alpenrod, Hirtscheid và Dehlingen.